# Ryongyon
Ryongyon (âm Hán-Việt: Long Uyên) là một huyện ở phía tây tỉnh Nam Hwanghae, Bắc Triều Tiên. Huyện nằm bên bờ biển Hoàng Hải. Ryongyon là nơi Kitô giáo được thiết lập đầu tiên ở Triều Tiên vào cuối thế kỷ 19.

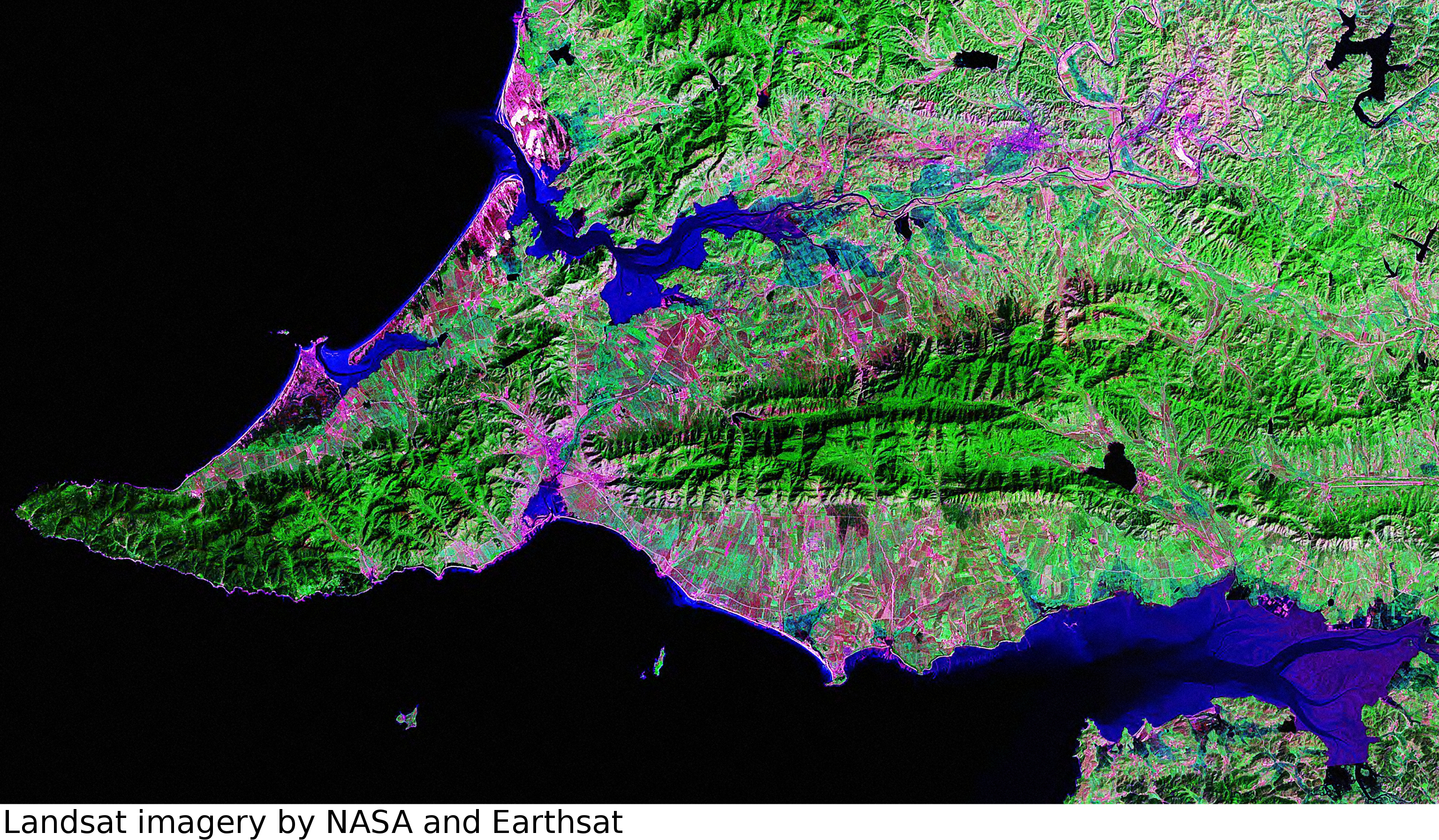
Ryongyon nhìn từ vệ tinh NASA Landsat

Ryongyon có diện tích 463 km², đối diện Hoàng Hải về phía nam và tây bắc. Huyện này giáp huyện Changyon về phía đông bắc, huyện Taetan về phía đông. Huyện có nhiều đảo nằm ở phía nam: Wollaedo (tiếng Hàn Quốc: 월내도), Ojakdo (오작도), và Yukdo (육도). Ryongyon tách khỏi đảo Baengnyeong của Hàn Quốc bởi một eo biển rộng
12 km và có thể nhìn thấy từ các khu nghỉ dưỡng của Hàn Quốc vào những ngày trời quang.
Dãy núi Pult'a (불타산맥) chạy qua huyện từ đông sang tây. Phía tây của dãy núi vươn ra Hoàng Hải, tạo thành bán đảo Ryongyon, với mũi Changsan là điểm cuối phía tây (장산곶). Huyện này có địa hình chủ yếu là núi non, với các bãi biển và các vùng đất thấp nằm về phía bắc và về phía nam của dãy núi. Có hai vịnh nhỏ: Monggŭmp'o (몽금포) ở phía bắc, và Kumip'o (구미포) ở phía nam.
Hai trong các khu bảo tồn thiên nhiên của Bắc Triều Tiên nằm dọc theo dải đất ven biển. Mũi Changsan có một khu bảo tồn thiên nhiên rộng 25,8 km²,
và một phần khác của mũi đất đã được thiết lập thành một khu bảo tồn thực vật.
Phía bắc bán đảo là đụn cát Monggŭmp'o rộng 0,1 km².
Huyện được chia thành 1 ŭp và 20 ri. Trung tâm hành chính là Ryongyŏn-ŭp.